# Arbeiderszelfbestuur
Arbeiderszelfbestuur (ook bekend als het Engelse workers' self-management of het Spaanse autogestión) is een besluitvormingsprincipe dat centraal staat binnen verscheidene socialistische theorieën, waaronder het marxisme (met name het radencommunisme), syndicalisme en anarchisme. Arbeiderszelfbestuur houdt in dat arbeidersraden, waarin alle arbeiders zitting hebben, de werkplekken democratisch besturen zonder bazen.
Het idee van arbeiderszelfbestuur is geassocieerd met werkplekdemocratie, industriële democratie en economische democratie, en worden vaak als synoniemen gebruikt.

## Geschiedenis en praktijk
Het idee van arbeiderszelfbestuur is bedacht door arbeiders zelf en werd vervolgens door anarchisten en socialisten zoals Proudhon en Robert Owen overgenomen
Er is verscheidene malen op grote schaal met arbeiderszelfbestuur geëxperimenteerd. Het werd voor het eerste op grote schaal geïntroduceerd in de Commune van Parijs (1871). Ook tijdens de Russische Revolutie van 1917 werden democratische arbeidersraden (Sovjets) opgericht, later werden deze weer ontmanteld door de Bolsjewieken. Andere voorbeelden zijn:
- Het anarchistische Vrije Territorium in Oekraïne van 1918 tot 1921
- Hongarije in 1918
- De Münchense Radenrepubliek in 1919
- De Autonome regio Shinmin in toenmalig Korea van 1929 tot 1931
- De collectieven en communes tijdens de Spaanse Burgeroorlog van 1936 tot 1939
- De Hongaarse Revolutie van 1956
- Algerije van 1963 tot 1965
- Chili in 1973 (zogenoemde Cordones)
- Tito's Joegoslavië (Hoewel het management door de arbeiders verkozen werd, konden managers vaak alleen met toestemming van de Partij de functie bekleden.)

In 1999 brak in Argentinië een economische crisis uit, waardoor veel fabrieken noodgedwongen de deuren moesten sluiten, vele arbeiders besloten hierop om de fabrieken onder hun eigen beheer te heropenen. Tot op de dag van vandaag werken er duizenden Argentijnse arbeiders in zelfbestuurde bedrijven.

## Aanhangers
Moderne aanhangers van arbeiderszelfbestuur zijn anarchisten en sommige socialisten. Expliciete aanhangers van arbeiderszelfbestuur zijn individuen zoals Noam Chomsky en organisaties zoals anarcho-syndicalistische vakbonden, waaronder de Spaanse CGT (Confederación General del Trabajo) en CNT (Confederación Nacional del Trabajo) en de Nederlandse anarcho-syndicalisten van de ASB, de linkse communisten van de International Communist Current en sommige trotskisten (zoals de Internationale Socialisten). De meeste socialistische partijen in Europa zijn tegenwoordig echter geen voorstander meer van arbeiderszelfbestuur en steunen in plaats daarvan een verzorgingsstaat en sociaal kapitalisme.

## Nederland

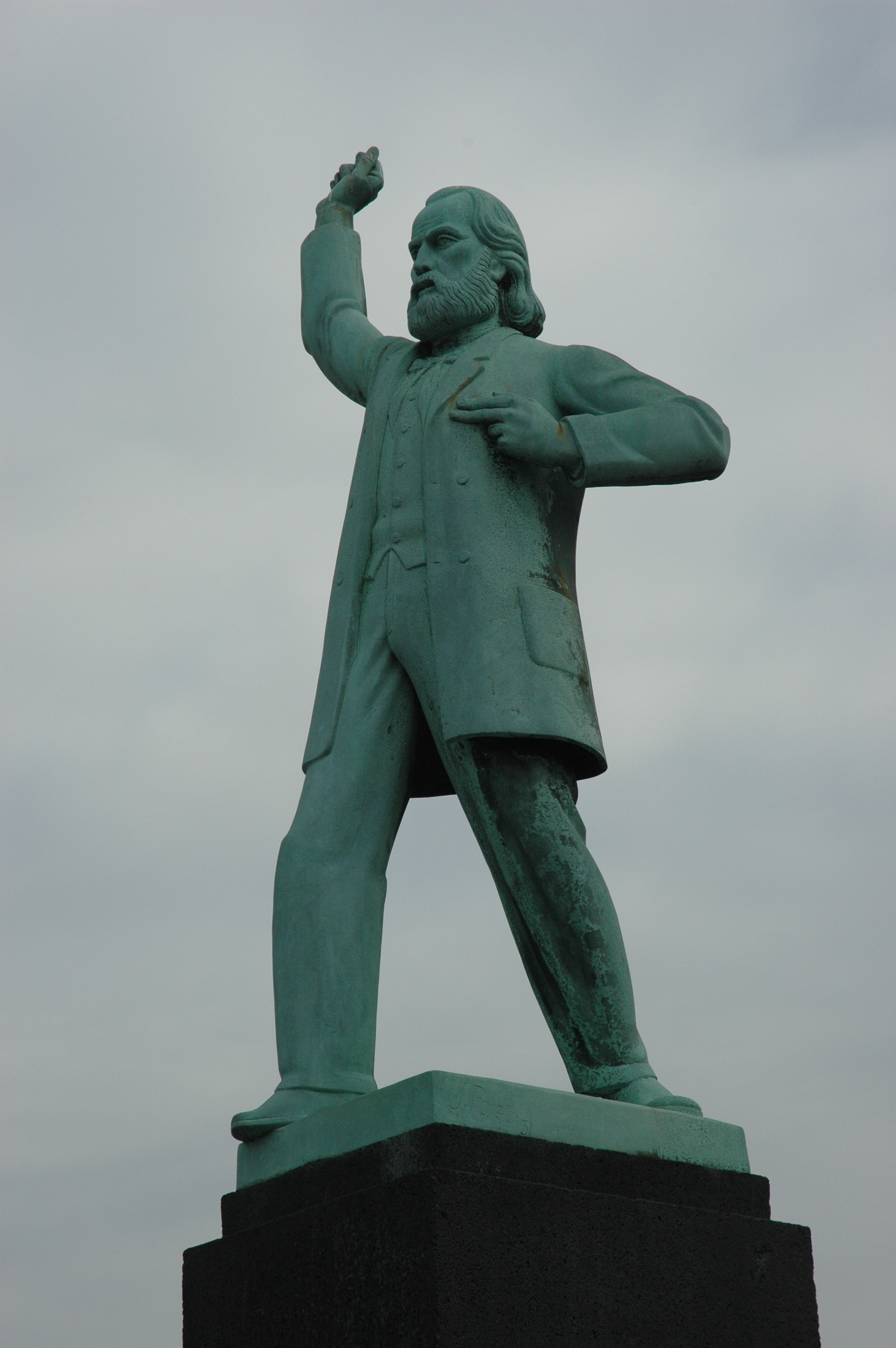
Standbeeld van Ferdinand Domela Nieuwenhuis, een voorstander van arbeiderszelfbestuur

In Nederland is arbeiderszelfbestuur op grote schaal nooit van de grond gekomen, wel bestaan er kleine coöperaties die democratisch worden beheerd.
Bekende Nederlandse voorstanders en theoretici van arbeiderszelfbestuur waren Ferdinand Domela Nieuwenhuis, Anton Constandse, Christiaan Cornelissen, en Anton Pannekoek.
De provo-beweging uit de jaren 60 was een anarchistische beweging met pragmatische inslag, hierdoor streefde ze niet zozeer naar zelfbestuur maar naar medezeggenschap, bijvoorbeeld in het onderwijs.
Ook waren er meerdere politieke partijen die naar arbeiderszelfbestuur streefde. Bepaalde extremere vleugels binnen de SDAP, een sociaaldemocratische partij, waren expliciet aanhanger van arbeiderszelfbestuur. De SDAP zelf was echter nooit aanganger van zelfbestuur maar stelde een soort medezeggenschaps- of ondernemingsraad voor. Sommigen van deze extreem linkse vleugel binnen de SDAP gingen verder als Onafhankelijke Socialistische Partij. Ook de libertarische Socialistische Partij (1918-1928) was aanhanger van arbeiderszelfbestuur. De concurrerende Rapaille Partij (ook bekend als Vrije Socialistische Groep of Sociaal-Anarchistische Actie in Nederland) was aanhanger van arbeiderszelfbestuur, echter was de Rapaille Partij een protestpartij die slechts de stemplicht belachelijk wilde maken. Ook de Pacifistisch Socialistische Partij, die bestond van 1957 tot 1991 streefde naar arbeiderszelfbestuur. De huidige Socialistische Partij, die in 1971 werd opgericht, streeft sinds 1999 niet meer naar arbeiderszelfbestuur. In dit jaar werd op het SP-congres afstand gedaan van traditionele socialistische principes waaronder die van arbeiderszelfbestuur.
Het Nationaal Arbeids-Secretariaat was voorstander van zelfbestuur op de werkvloer en in de economie en had voor een lange tijd een anarchistisch karakter.
Hedendaagse groeperingen die naar arbeiderszelfbestuur streven zijn de Anarcho Syndicalistische Bond (ASB), de Vrije Bond, de Internationale Kommunistische Stroming en de Internationale Socialisten.